# Jonathan Van Ness
Jonathan Van Ness (28 de marzo de 1987), también conocido como «JVN», es un peluquero, podcaster y personalidad de la televisión estadounidense. Es ampliamente conocido por su papel como experto en cuidado personal en la serie de Netflix Queer Eye, por su trabajo en la serie web de parodia Gay of Thrones y por su papel como anfitrión en el podcast, Getting Curious with Jonathan Van Ness.

## Primeros años

### Crianza
Van Ness nació y creció en Quincy, Illinois. Y en un tuit de noviembre de 2018, dijo: «Vengo de una familia de periodistas, soy la sexta generación de una familia propietaria de un periódico familiar». Esto, en referencia al conglomerado de periódicos, radios y televisoras Quincy Media y al periódico insignia de la compañía familiar, The Herald-Whig. La madre de Van Ness es la vicepresidenta de Quincy Media, y él es descendiente de la familia Oakley, la cual ha controlado la compañía desde 1890.
Abiertamente gay a lo largo de toda su vida, Van Ness experimentó el bullying y recibió hasta amenazas de muerte. En respuesta, él utilizó el humor como un mecanismo de defensa, y contó con el apoyo de un pequeño grupo de amigos cercanos.

### Educación
Van Ness fue el primer porrista masculino en la secundaria Quincy Senior High School y también fue porrista en la universidad.
Asistió a la Universidad de Arizona, especializándose en ciencias políticas, volviéndose adicto a las drogas, dejando caer sus calificaciones y perdiendo su beca como porrista. Tras un semestre se retiró para dedicarse al peinado.
Van Ness se formó en el Instituto Aveda en Minneapolis. Después de graduarse, trabajó en Arizona durante 5 años, antes de mudarse a Los Ángeles, California en 2009.

## Carrera
Al llegar a Los Ángeles, Van Ness encontró trabajo como asistente personal en el Salón Sally Hershberger. Van Ness actualmente trabaja en MoJoHair y Stile Salon, ambos en Los Ángeles, que cofundó con Monique Northrop en Arte Salon en la ciudad de Nueva York.

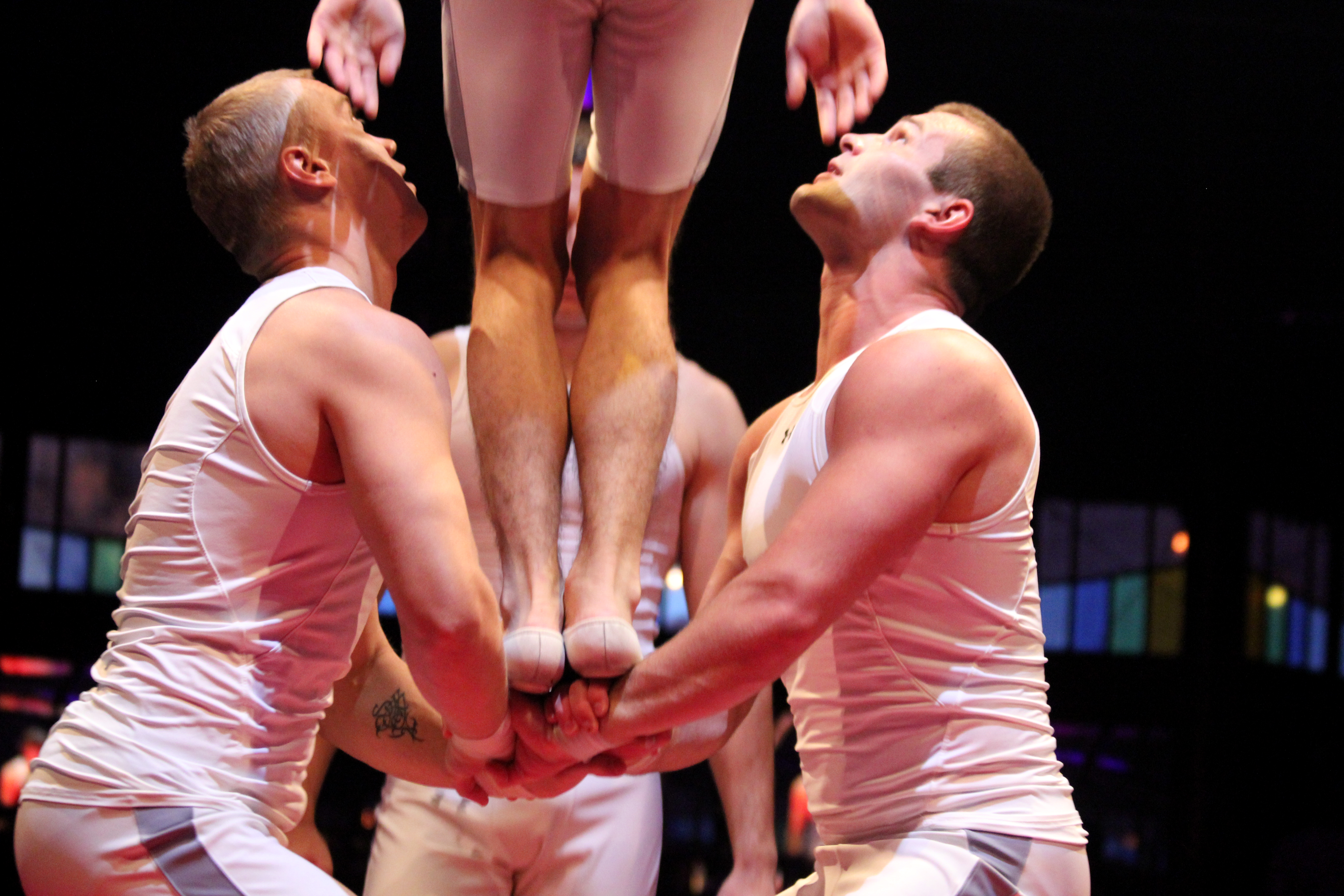
Presentación de porristas masculinos

En 2013, mientras arreglaba el cabello de su amiga Erin Gibson, que trabajaba para el comedia de televisión Funny or Die, Gibson le pidió a Van Ness que realizara un resumen de un episodio de Game of Thrones para Funny or Die, que se convirtió en la serie web Gay of Thrones. Van Ness fue nominado para un Premio Emmy del horario estelar a la mejor de variedades de formato corto en el año 2018, por Gay of Thrones.
Desde 2015, Van Ness ha presentado el podcast semanal Getting Curious with Jonathan Van Ness. Su podcast despegó al emitirse el primer episodio de Queer Eye.
Van Ness actualmente interpreta al experto en cuidado personal en el renacimiento de la serie de televisión Queer Eye, emitida por Netflix. También hizo una aparición en el video musical de Taylor Swift "You Need to Calm Down".

## Vida personal
Van Ness actualmente trabaja en Los Ángeles y Nueva York. Padece de psoriasis, una afección crónica de la piel, y aconseja a sus clientes sobre el mejor cuidado de la piel.
Van Ness utiliza un lenguaje no binario, sin pronombres de género preferidos, usando el femenino y el masculino, indistintamente. En una entrevista de 2019 para The New York Times, reveló su historia de problemas de adicción a las drogas, abuso sexual infantil así como su diagnóstico VIH positivo, desde los 25 años.
La estrella del programa QUEER EYE está casado con Mark Peacock, un experto en fitness y ceramista. La pareja lleva casada desde el 2020, aunque el matrimonio se anunció hasta finales del año.

## Filmografía

### Televisión y web
| Año       | Título                 | Papel    | Notas                                             |
| --------- | ---------------------- | -------- | ------------------------------------------------- |
| 2013–2019 | Gay of Thrones         | Jonathan | 45 episodios                                      |
| 2014      | I Love the 2000s       | Himself  | 10 episodios                                      |
| 2016      | Last Will and Testicle | Testicle | Episodio: "Acceptance"                            |
| 2018–     | Queer Eye              | Himself  | 24 episodios                                      |
| 2018      | Nailed It!             | Himself  | Concursante, Episodio: "3, 2, 1... Ya Not Done!!" |
| 2019      | Lip Sync Battle        | Himself  | Concursante, Temporada 5, Episodio 1              |
| 2020      | Spinning Out           | Bruce    | Cameo, 1 episodio                                 |

### Vídeos musicales
| Año  | Canción                             | Artista                             |
| ---- | ----------------------------------- | ----------------------------------- |
| 2018 | «This Is Me (The Reimagined Remix)» | Keala Settle, Kesha y Missy Elliott |
| 2019 | «You Need to Calm Down»             | Taylor Swift                        |

### Reconocimientos
- 2018 Nominado para el Premio Emmy del horario estelar a la mejor serie de variedades de formato corto, Gay of Thrones.[20][21]